# Campeonato Sanmarinense de Futebol
O Campeonato Sanmarinense de futebol, também conhecido por Campionnato Dilettanti (Campeonato Amador) é o único nível no campeonato de futebol de San Marino, estabelecido e administrado pela Federação de Futebol de San Marino (Federazione Sammarinese Giuoco Calcio - FSGC). O atual campeão é o Cosmos

## História
O futebol está presente na República de San Marino desde os anos vinte, quando em 1928 nasce a primeira equipe do país, o Libertas, seguido pela Unione Sportiva Titania.
A Federação de Futebol de San Marino é fundada em 1931 e inicialmente a atividade esportiva consiste em um torneio de verão no qual participam 4 equipes.
Em 1959, a federação criou a La Sereníssima, que então tomou o nome de San Marino Calcio, com o objetivo de participar exclusivamente do campeonato italiano de futebol, depois que o Libertas/Tre Penne jogou nas divisões italianas na temporada anterior.
Em 1965 nasceu oficialmente a Copa Titano, que ocupou o lugar dos torneios de Verão disputados em anos anteriores. Em 1980 houve o primeiro sorteio de um verdadeiro campeonato de San Marino, necessário para que a Federação fosse reconhecida pelos Organismos Internacionais de Futebol (UEFA e FIFA), e depois de cinco edições, em 1985, arranca o primeiro campeonato oficial, afiliado à FIFA de maneira provisoria.
O Campeonato sanmarinense de Futebol de 1985-1986 é jogado em uma única série, com um único grupo de 17 equipes em jogos todos contra todos em turno único. Ao final da temporada os times são arranjados em dois grupos para a próxima temporada. Os 9 mais bem classificados formam a primeira divisão, a Serie A1, ao passo que os últimos oito integram a Serie A2, ou a segunda divisão. Em 27 de abril de 1986 a temporada termina com a vitória do Faetano.
Em 1986 o campeonato passa ter duas divisões e o campeonato da Serie A1 de 1986-1987 foi disputado em partidas de ida e volta, pontos corridos. Os quatro primeiros classificados entram nos play-offs, enquanto os dois últimos são rebaixados à Série A2. A final do campeonato foi disputada entre o La Fiorita de Montegiardino e o Faetano, do castelo homônimo, foi vencida pelo La Fiorita por 2 a 0, que conquistou o título.
A edição de 1987-1988 sofre uma modificação nos dois campeonatos, com a Serie A1 indo de nove para dez times e a A2 sendo reduzido de oito para seis. A fórmula permanece inalterada, com play-offs para os quatro primeiros e rebaixamento para os dois últimos colocados. A final é vencida pelo Tre Fiori contra o Virtus na disputa por pênaltis por 6-5.
A partir da edição de 1996-1997, o campeonato acontece em uma única série dividida em dois grupos, A e B em disputa por pontos corridos. Os três primeiros classificados de cada grupo participam dos play-offs para decidir o campeonato. A Folgore venceu o primeiro campeonato com a nova fórmula, vencendo o La Fiorita por 2-1 na final.
Desde 2000, a UEFA atribui à Federação de San Marino um lugar na Copa da UEFA. A equipe que venceu o campeonato de 1999-2000, o Folgore, foi o primeiro time a jogar pela competição europeia, mas perdeu os dois jogos contra a equipe Suíça do Basel, por 1-5 em casa e 7-0 fora.
A partir do ano seguinte, o primeiro lugar na liga tem acesso à primeira fase preliminar da Liga dos Campeões da UEFA. Novamente o Murata, que vence o campeonato de 2006-2007 ao derrotar o Tre Fiori por 4 a 0 na final, tem a honra de participar da próxima Liga dos Campeões.
O mesmo se repete na temporada seguinte, com a equipe do Castelo de San Marino ganhando o título nacional ao bater o Juvenes/Dogana por 1-0 e participando na primeira pré-eliminatória da Liga dos Campeões da UEFA de 2008–09.
O segundo classificado, que é a equipe que perde a final do campeonato, acessa as preliminares da Liga Europa.

## Participações no campeonato

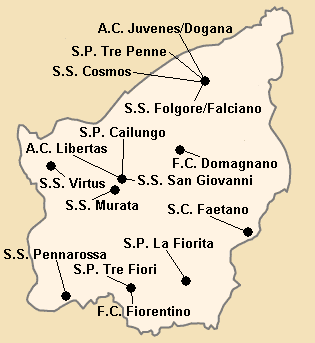
Localização das equipes no país

18 equipes participaram dos 34 Campeonatos Sanmarinenses, de 1985-1986 a 2018-2019 (atuais participantes em negrito):
- 33 vezes: Faetano, Murata, Libertas
- 32 vezes: Tre Fiori, Domagnano, Cailungo
- 31 vezes: La Fiorita, Folgore/Falciano, Fiorentino
- 30 vezes: Virtus
- 29 vezes: Cosmos
- 28 vezes: San Giovanni
- 26 vezes: Tre Penne
- 23 vezes: Pennarossa
- 18 vezes: Juvenes/Dogana
- 9 vezes: Calcio Dogana, Juvenes
- 1 vez: Aurora

## Lista de equipes campeãs
| Ano     | Campeão              | Placar        | Vice-campeão     | Terceiro colocado | Quarto colocado  |
| ------- | -------------------- | ------------- | ---------------- | ----------------- | ---------------- |
| 1985-86 | Faetano (1)          | -¹            | San Giovanni     | La Fiorita        | Montevito        |
| 1986-87 | La Fiorita (1)       | 2-0           | Faetano          | Montevito         | SGS Dogana       |
| 1987-88 | Tre Fiori (1)        | 3-3 3-2 (pen) | Virtus           | Libertas          | Folgore Falciano |
| 1988-89 | Domagnano (1)        | 2-1           | La Fiorita       | Libertas          | Faetano          |
| 1989-90 | La Fiorita (2)       | 1-0           | Cosmos           | Libertas          | Tre Fiori        |
| 1990-91 | Faetano (2)          | 1-0 (pro)     | Tre Fiori        | Juvenes           | Montevito        |
| 1991-92 | Montevito (1)        | 4-2           | Libertas         | Tre Penne         | Tre Fiori        |
| 1992-93 | Tre Fiori (2)        | 2-0           | Domagnano        | Folgore Falciano  | Libertas         |
| 1993-94 | Tre Fiori (3)        | 2-0           | La Fiorita       | Domagnano         | Faetano          |
| 1994-95 | Tre Fiori (4)        | 1-0           | La Fiorita       | Cosmos            | Domagnano        |
| 1995-96 | Libertas (1)         | 4-1           | Cosmos           | La Fiorita        | San Giovanni     |
| 1996-97 | Folgore Falciano (1) | 2-1           | La Fiorita       | Faetano           | Cailungo         |
| 1997-98 | Folgore Falciano (2) | 2-1 (pro)     | Tre Fiori        | Tre Penne         | Virtus           |
| 1998-99 | Faetano (3)          | 1-0           | Folgore Falciano | Domagnano         | Tre Penne        |
| 1999-00 | Folgore Falciano (3) | 3-1           | Domagnano        | Virtus            | Tre Fiori        |
| 2000-01 | Cosmos (1)           | 3-1           | Folgore Falciano | Murata            | Tre Penne        |
| 2001-02 | Domagnano (2)        | 1-0           | Cailungo         | Cosmos            | Libertas         |
| 2002-03 | Domagnano (3)        | 2-1           | Pennarossa       | Libertas          | Murata           |
| 2003-04 | Pennarossa (1)       | 2-2 4-2 (pen) | Domagnano        | Cailungo          | Murata           |
| 2004-05 | Domagnano (4)        | 2-1           | Murata           | Libertas          | Virtus           |
| 2005-06 | Murata (1)           | 1-0           | Pennarossa       | Tre Fiori         | Tre Penne        |
| 2006-07 | Murata (2)           | 4-0           | Tre Fiori        | Libertas          | Domagnano        |
| 2007-08 | Murata (3)           | 1-0           | Juvenes/Dogana   | Faetano           | Tre Fiori        |
| 2008-09 | Tre Fiori (5)        | 0-0 5-3 (pen) | Juvenes/Dogana   | Murata            | Virtus           |
| 2009-10 | Tre Fiori (6)        | 2-1           | Tre Penne        | Faetano           | Cosmos           |
| 2010-11 | Tre Fiori (7)        | 1-0           | Tre Penne        | Cosmos            | Pennarossa       |
| 2011-12 | Tre Penne (1)        | 1-0           | Libertas         | Tre Fiori         | Cosmos           |
| 2012-13 | Tre Penne (2)        | 0-0 5-3 (pen) | Libertas         | La Fiorita        | Folgore Falciano |
| 2013-14 | La Fiorita (3)       | 2-0           | Folgore Falciano | Tre Fiori         | Cosmos           |
| 2014-15 | Folgore Falciano (4) | 3-1           | Juvenes/Dogana   | La Fiorita        | Tre Fiori        |
| 2015-16 | Tre Penne (3)        | 3-1           | La Fiorita       | Folgore Falciano  | Juvenes/Dogana   |
| 2016-17 | La Fiorita (4)       | 2-1 (pro)     | Tre Penne        | Folgore Falciano  | Libertas         |
| 2017-18 | La Fiorita (5)       | 1-0           | Folgore Falciano | Tre Fiori         | Tre Penne        |
| 2018-19 | Tre Penne (4)        | 3-1 (pro)     | La Fiorita       | Tre Fiori         | Libertas         |
| 2019-20 | Tre Fiori (8) ²      | **            | Folgore Falciano | Tre Penne         | La Fiorita       |
| 2020-21 | Folgore Falciano (5) | 1-0 (pro)     | La Fiorita       | Tre Penne         | Libertas         |
| 2021-22 | La Fiorita (1)       | 2-0           | Tre Penne        | Tre Fiori         | Pennarossa       |
| 2022-23 | Tre Penne (5)        | -¹            | Cosmos           | La Fiorita        | Virtus           |
| 2023-24 | Virtus (1)           | -¹            | La Fiorita       | Tre Penne         | Cosmos           |

 = conquistou o torneio de forma invicta 

¹ = torneio de pontos corridos

² = torneio paralisado por conta da pandemia de covid-19. Tre Fiori foi declarado campeão e o campeonato encerrado.

### Desempenho por Equipe
| Clube          | Títulos                                                                    | Vices                                                                     |
| -------------- | -------------------------------------------------------------------------- | ------------------------------------------------------------------------- |
| Tre Fiori      | 8 (1987-88, 1992-93, 1993-94, 1994-95, 2008-09, 2009-10, 2010-11, 2019-20) | 3 (1990-91, 1997-98, 2006-07)                                             |
| La Fiorita     | 6 (1986-87, 1989-90, 2013-14, 2016-17, 2017-18, 2021-22)                   | 8 (1988-89, 1993-94, 1994-95, 1996-97, 2015-16 2018-19, 2020-21, 2023-24) |
| Folgore        | 5 (1996-97, 1997-98, 1999-00, 2014-15, 2020-21)                            | 5 (1998-99, 2000-01, 2013-14, 2017-18, 2019-20)                           |
| Tre Penne      | 5 (2011-12, 2012-13, 2015-16, 2018-19, 2022-23)                            | 4 (2009-10, 2010-11, 2016-17, 2021-22)                                    |
| Domagnano      | 4 (1988-89, 2001-02, 2002-03, 2004-05)                                     | 3 (1992-93, 1999-00, 2003-04)                                             |
| Faetano        | 3 (1985-86, 1990-91, 1998-99)                                              | 1 (1986-87)                                                               |
| Murata         | 3 (2005-06, 2006-07, 2007-08)                                              | 1 (2004-05)                                                               |
| Cosmos         | 1 (2000-01)                                                                | 3 (1989-90, 1995-96, 2022-23)                                             |
| Libertas       | 1 (1995-96)                                                                | 3 (1991-92, 2011-12, 2012-13)                                             |
| Pennarossa     | 1 (2003-04)                                                                | 2 (2002-03, 2005-06)                                                      |
| Virtus         | 1 (2023-24)                                                                | 1 (1987-88)                                                               |
| Montevito      | 1 (1991-92)                                                                |                                                                           |
| Juvenes/Dogana |                                                                            | 3 (2007-08, 2008-09, 2014-15)                                             |
| Cailungo       |                                                                            | 1 (2001-02)                                                               |
| San Giovanni   |                                                                            | 1 (1985-86)                                                               |